# 賓頓市巴士快速交通系統
賓頓市巴士快速交通系統(Züm，发音为Zoom）是加拿大安省賓頓市的巴士快速交通系統，由賓頓市交通局營運。三條路線分別延伸至密西沙加、旺市和多倫多。第一条路线已於2010年秋季投入服務。
該系統第一期於2012 年秋季全面投入服務。
在規劃上，該系統與其他類似的系統不同，其重心是在增加市內不同道路的公共交通服務，該系統也因此和其他公司不少路線重疊。
儘管501號皇后街線使用為Viva建造的7號公路巴士專線穿越旺市並停靠所有橙色快線 (Viva Orange)的車站，該系統並沒有巴士專線供其巴士使用。此外，賓頓交通局与約克區交通局簽署了合作協議，允許乘坐賓頓BRT的乘客在旺市任何車站上下車，在此前約克區交通局罷工的時候顯得尤為重要。 

## 歷史
該系統一期工程涵蓋了三條快速巴士路線，以改善賓頓市內一些繁忙路線的服務。
最初，501號皇后街線開往多倫多的約克大學，甚至有兩條特快支線（501A 和 C）沿407號高速公路行驶，但在2024年6月，兩條特快支線已被取消，所有服務皆以2017年開放的旺市都會中心站為總站。  
未来，賓頓交通局計劃為部分路線建設巴士專線。 

## 路線
| 走廊         | 啟動日期       | 總站                                | 總站               | 站數   | 車程（分鐘）               | 備註     | 連接服務                                                                       |
| ------------ | -------------- | ----------------------------------- | ------------------ | ------ | -------------------------- | -------- | ------------------------------------------------------------------------------ |
| 501 皇后街   | 2010年9月20日  | 賓頓市中心                          | 旺市都會中心       | 二十六 | 65-70                      |          | 賓頓交通局、 密西沙加交通局 、 約克區交通局 、 多倫多公車局 、 GO 、 橙色快線  |
| 502 緬街     | 2011年9月6日   | 山道活路                            | 密西沙加市中心總站 | 18     | 55–60                      |          | 賓頓交通局、 密西沙加交通局 、 GO                                              |
| 511 士刁士路 | 2012年11月26日 | 烈斯加站                            | 漢博學院           | 21     | 60–65                      |          | 賓敦交通局、 密西沙加交通局 、 多倫多公車局 、 約克區交通局 、 GO 、苗頓交通局 |
| 505 保華道   | 2014年9月2日   | 快樂山站 (505) 三一商場總站（505A） | 莫頓站 子爵站      | 23     | 60-65（505） 40-45（505A） |          | 賓頓交通局、 GO 、 密西沙加交通局 、 機場旅客捷運系統 、 多倫多公車局          |
| 561皇后西街  | 2016年9月6日   | 芒特普莱森特 GO                     | 賓頓市中心         | 10     | 20–24                      | 只限平日 | 賓頓交通局、GO                                                                 |

## 總站
為了準備501號皇后街線啟動，賓頓交通局重建了其Bramalea市中心總站，將其從原本位於商場南側Clark大道旁的位置遷移至靠近皇后街的东北角。市中心總站也進行了小規模裝修。
為了準備511士刁士線啟動，賓頓交通局還將鄰近曉倫達里奧/緬街和士刁士路交界的Shoppers' World總站拆除，改用實際位於該路口的賓頓門戶總站。
除了密西沙加市中心總站之外，該系統還使用了賓頓市中心總站、賓馬利總站和賓頓門戶總站，以及位於旺市的多倫多公車局旺市都會中心站。 此外，該系統也使用多倫多皮爾遜國際機場旅客捷運系統子爵站連接該機場。

### 多模式轉車站

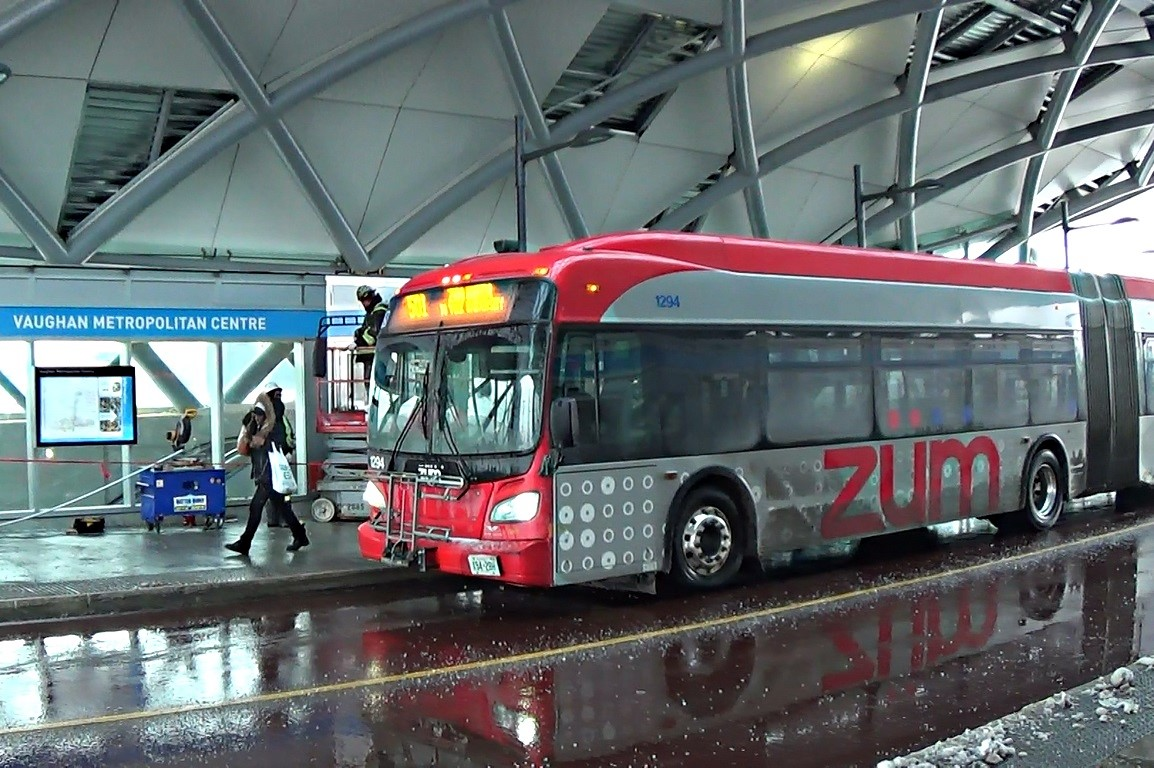
停靠在旺市中心橙色快線站的501皇后街線巴士

這些位置可與多條常規賓頓交通局路線和/或其他公司的服務轉乘，包括但不限於密西沙加交通局 、 GO運輸和多倫多公車局的服務。
| 車站                       | 道路            | 啟用 |
| -------------------------- | --------------- | ---- |
| 機場迴圈                   | 保華道          | 2014 |
| 賓馬利市中心總站           | 皇后街          | 2010 |
| 賓馬利站                   | 士刁士路        | 2012 |
| 賓頓公民醫院               | 保華道          | 2014 |
| 賓頓市中心總站             | 皇后街/緬街     | 2010 |
| 漢博學院巴士總站（多倫多） | 士刁士路        | 2012 |
| 曉倫達里奧–407             | 緬街            | 2011 |
| 烈斯加車站（密西沙加）     | 士刁士路        | 2015 |
| 莫頓車站（密西沙加）       | 機場路          | 2018 |
| 快樂山車站 快樂山村        | 保華道 皇后街西 | 2014 |
| 山道活迴圈                 | 緬街            | 2011 |
| 購物者世界商場             | 緬街 士刁士路   | 2011 |
| 密西沙加市中心總站         | 緬街            | 2011 |
| 三一商場                   | 保華道          | 2014 |
| 旺市都會中心站             | 皇后街          | 2017 |
| 子爵站（旅客捷運）         | 機場路          | 2022 |

## 票價
與約克區的Viva服務類似，該系統的票價結構與賓頓交通局的其他巴士相同，而兩家機構之間的合作允許約克區乘客在該區乘搭該系統的巴士並支付標準約克區車費。
Presto卡2011年起在該系統投入服務。
賓頓交通局 (Brampton Transit) 是GTHA地區使用Presto非接觸式支付（如借記卡、信用卡和電子錢包）的公共交通機構之一。